# Ils ne portent pas de smoking
Pour plus de détails, voir Fiche technique et Distribution.
Ils ne portent pas de smoking (Eles Não Usam Black-tie) est un film brésilien réalisé par Leon Hirszman, sorti en 1981. C'est l'adaptation de la pièce de théâtre du même nom de Gianfrancesco Guarnieri.
Il est présenté en sélection officielle à la Mostra de Venise 1981 où il remporte le Grand prix du jury de la Mostra de Venise.
Il remporte la Montgolfière d'or au Festival des trois continents en 1981. En novembre 2015, le film est inclus dans la liste établie par l'Association brésilienne des critiques de cinéma (Abraccine) des 100 meilleurs films brésiliens de tous les temps.

## Fiche technique
- Titre français : Ils ne portent pas de smoking[3],[4]
- Titre original : Eles Não Usam Black-tie
- Réalisation : Leon Hirszman
- Scénario : Leon Hirszman d'après la pièce de théâtre de Gianfrancesco Guarnieri
- Costumes : Yurika Yamasaki
- Photographie : Lauro Escorel
- Montage : Eduardo Escorel
- Production : Leon Hirszman
- Pays de production :  Brésil
- Format : couleurs - 35 mm - mono
- Genre : drame
- Durée : 120 minutes
- Date de sortie :
  - Italie : 5 septembre 1981 (Mostra de Venise 1981)

## Distribution
- Gianfrancesco Guarnieri : Otávio
- Fernanda Montenegro : Romana
- Carlos Alberto Riccelli : Tião
- Bete Mendes : Maria
- Lélia Abramo :
- Milton Gonçalves : Bráulio

## Distinctions
- Grand prix du jury de la Mostra de Venise et prix FIPRESCI à la Mostra de Venise 1981.
- Montgolfière d'or au Festival des trois continents en 1981.